# 秦汉新城
秦汉新城位于陕西省咸阳市境内，为西咸新区规划的五个新城之一。秦汉新城托管兴平市南位镇，渭城区渭城、窑店、正阳、周陵街道办事处和秦都区双照街道办事处。规划定位为生态田园都市示范区，高端服务业产业聚集区，城乡统筹引领示范区和秦汉历史文化传承创新区。